# Hispano-Suiza T21 15/30 HP
La T21 15/30 HP (o più brevemente T21) è un'autovettura prodotta fra il 1913 e il 1914 dalla casa automobilistica spagnola Hispano-Suiza.

## Profilo
Questo modello venne presentato al Salone di Parigi del 1913 assieme ad altri due modelli, uno da 18 HP e uno da 30 HP.

## Tecnica
Questo modello fu chiamato a sostituire la precedente Hispano-Suiza 15/20 HP e lo fece proponendo un motore derivato da quello del modello uscente, ma caratterizzato da una testata completamente nuova, dal disegno a T con due file di valvole laterali, una per lato, ma con distribuzione ad un asse a camme in testa, una soluzione che all'epoca era assai moderna e utilizzata da pochissimi costruttori. L'asse a camme era azionato tramite un albero verticale posto sul lato anteriore del motore stesso. Invariate le misure caratteristiche dei cilindri: di conseguenza, la cilindrata rimase a sua volta pari a 2614 cm³. L'albero a gomiti poggiava su quattro supporti di banco (era assente il supporto centrale), la frizione era del tipo a cono con guarnizione in cuoio e il cambio era manuale a 4 marce.
Il telaio era del tipo a longheroni e traverse in acciaio, con sospensioni ad assale rigido e molle a balestra longitudinali, nonché con freni a tamburo solo al retrotreno e all'uscita del cambio.
La T21 cessò di essere prodotta già nel 1914, dopo pochi mesi di carriera commerciale: verrà sostituita nel 1915 dalla T30.